# Victor Harou
 (décembre 2014).
Victor Harou, né le 25 décembre 1851 à Fayt-lez-Seneffe (Hainaut) et mort le 12 août 1923 à Ixelles (Bruxelles) est un officier et explorateur belge. Il est connu pour son exploration du Congo belge avec l’Association internationale africaine et sa collaboration avec l’explorateur anglais Henry Morton Stanley.

## Jeunesse
Victor Eugène Jules Harou, né le 25 décembre 1851 à Fayt-lez-Seneffe dans le Hainaut belge, est  le fils de Adrien-Victor-Joseph Harou, bourgmestre de Fayt-lez-Seneffe (1837), juge de paix du canton de Seneffe (1856), administrateur des charbonnages d'Havré, Obourg et Saint-Denis (1837) et des Forges, Usines et Fonderies d'Haine-Saint-Pierre. Sa mère est Victorine-Joséphine Marguerite Velloni. Son grand-père est Emmanuel Harou (1768, Lens - 1838, Fayt-lez-Seneffe), bourgmestre du même village et juge de paix du canton de Seneffe, qui fut marié à Joséphine de Villers-au-Tertre (1774, Masnières - 1842, Fayt-lez-Seneffe) . 
Il entre à l’École royale militaire le 1er décembre 1868 à l’âge de 17 ans et, le 22 septembre 1874, il en sort sous-lieutenant dans l'infanterie. Il est affecté au 5e régiment de Ligne. Il suit également l'enseignement de l'École de guerre dont il sort breveté d'état-major. Il est alors affecté comme lieutenant dans l'état-major du général Boucher à Anvers.

## Expéditions

### 1ervoyage en Afrique
Victor Harou s’embarque pour l’Afrique le 15 août 1880 à Liverpool à bord du steamer Gaboon en compagnie des lieutenants de cavalerie Braconnier, du capitaine du génie Louis Valcke et du jeune ingénieur Paul Nève pour le compte de l'Association internationale africaine. Les quatre hommes débarquent le 3 octobre 1880 à Banana pour repartir le 6 à bord du vapeur Belgique. Ils remontent le long du fleuve Congo et vont à la rencontre de l’explorateur anglais Henry Morton Stanley. Ils s’arrêtent à Vivi le 8 octobre où Harou prend la direction de la construction d’une voie terrestre entre Vivi et Isanghila. À la tête d’une caravane de mulets chargée de matériel, il rejoint Stanley à Isanghila le 9 décembre.
Le 26 février Stanley, Harou, Braconnier et Nève quittent Isanghila laissé sous le commandement de Valcke, ils naviguent sur le fleuve Congo en direction de Manyanga. En chemin, ils délivrent deux missionnaires anglais capturés par les indigènes avant d’enfin arriver à Manyanga le 1er mai. Pour pouvoir fonder ce poste commercial les explorateurs sont contraints de céder des territoires aux indigènes. Une fois l’installation terminée, Harou reste à Manyanga avec des collaborateurs africains (il est le seul blanc sur place) tandis que Stanley continue l’expédition avec Braconnier et Nève en direction de Kitamo (Stanley Pool). En aout 1881, il fait face à une révolte indigène (causée par une maladie chez les animaux) qu’il arrivera à apaiser sans violence mais grâce à son sens de la négociation.
En 1882, il tombe malade, souffrant de dysenterie. Il est contraint de rentrer en Europe où il débarque le 29 juillet de cette même année pour se soigner.

### 2evoyage en Afrique
Victor Harou repart en Afrique le 3 janvier 1883. Sur place, il est chargé par Stanley de fonder une station à Massabé près du fleuve Luemma. Il fondera ensuite la station de Mboko et une route entre cette dernière station et Mukubi. Il atteint les sources du Niari et de la Ludima et atteint le haut plateau de la N'Goko Sangha où il découvre des gisements de cuivre et de plomb.
Il devra quitter l’Afrique pour la dernière fois le 1er septembre 1884 à cause d’une violente hématurie.
Il reprend alors du service dans l'armée belge. Il est capitaine en 1892, colonel de 1903 à 1908 à la tête du 2e régiment de Chasseurs à pied et atteindra le grade de général-major.

## Distinctions
- Officier de l'ordre de Léopold (en 1905).
- Chevalier de l’Ordre royal du Lion en 1910 (Congo belge).
- Étoile de Service (État indépendant du Congo).

## Publications
- Victor HAROU, Souvenirs de voyages, in Revue Artistique, Anvers, 3e année, n° 22, 19 mars 1881, pp. 385-392, n° 23, 2 avril 1881, pp. 410-413 et 4e année, n° 9-10, 20 octobre 1881, pp. 141-147.
- Lettres, Bulletin de la Société belge de Géographie, 1881, p. 464, 560